# コリンスの包囲戦
コリンスの包囲戦（コリンスのほういせん、英: Siege of Corinth、または第一次コリンスの戦い、英: First Battle of Corinth）は、南北戦争初期の1862年4月29日 から5月30日まで、ミシシッピ州東北部コリンスで行われた戦いである。

## 背景
1862年4月7日に終わったシャイローの戦いでの北軍勝利に続いて、ヘンリー・ハレック少将指揮する北軍は重要な鉄道の中継点であるミシシッピ州コリンスに向けて進軍した。ハレックはシャイローで受けた信じ難いほどの損失で慎重になり、前進するごとに塹壕で防御を固めるという退屈な攻撃作戦を始めた。5月25日までに3週間でやっと5マイル (8 km)前進し、コリンスの町を包囲する配置に就いた。

## 戦闘
南軍の指揮官P・G・T・ボーリガード将軍はだましでその軍隊を救った。その部隊兵の中には3日分の食糧を与えられ攻撃に備えるよう命令を受けた者もいた。予想されたようにそのうちの1人か2人はその情報を持って北軍に降った。最初の砲撃戦が始まり、北軍が配置に就いた。5月29日の夜、南軍は脱出した。彼等はモービル・アンド・オハイオ鉄道を使い病人や負傷兵、重い大砲および大量の物資を運んだ。列車が到着すると兵士達は援軍が到着したかのように喝采を上げた。防御用土塁には木製の偽装大砲を並べた。かがり火は燃やし続け、ラッパ手や鼓手は演奏を続けた。その他の者は気付かれずに逃げ出し、ミシシッピ州テューペロまで撤退した。5月30日の朝、北軍の哨戒隊がコリンスに入ったとき、そこはもぬけの殻だった。

## その後
ジョン・ポープはその回想録の中で、ハレックの慎重な作戦が「グラント、シャーマン、シェリダン、トーマス、マクファーソン、ローガン、ビューエル、ローズクランズ、さらに幾らでも上げられる多くの」キラ星のように並んだ有能な北軍士官達という利点を生かせなかった、と注釈した。